# マクテイラー・カレッジ
マクテイラー・カレッジ (McTyeire College) は、アメリカ合衆国テネシー州マッケンジーにあったメソジストの大学、1858年に設立され、1860年にチャーターを受けた。
.

## 歴史
このカレッジは、もともとテネシー州ヘンリー郡のカレドニア (Caledonia) というコミュニティに、カレドニア・カレッジという名で設立された。このカレッジは、学生たちが南北戦争に出征して閉校となり、学校の施設も戦時中に焼き払われた。1871年に、カレッジはテネシー州マッケンジーで、マッケンジー・カレッジとして再開された。1882年には、メソジスト教会の指示により、マクテイラー・カレッジと改称した。その後、1931年に閉校に至った。